# Herniman Glacier
Herniman Glacier är en glaciär i Antarktis. Den ligger i Västantarktis. Argentina, Chile och Storbritannien gör anspråk på området. Herniman Glacier ligger 192 meter över havet.
Terrängen runt Herniman Glacier är kuperad åt sydost, men åt nordväst är den platt.  Trakten är obefolkad. Det finns inga samhällen i närheten.